# ILLUMINATI ［P-type］
「ILLUMINATI［P-type］」（イルミナティ ピー・タイプ）は、MALICE MIZERのメジャー4枚目のシングル。1998年5月20日にコロムビアミュージックエンタテインメントから発売された。

## 解説
- 大ヒットを記録したアルバム『merveilles』からのリカット第1弾シングル。
- 売り上げは前作よりも落ちたが、順位は過去最高を記録。
- 2011年11月23日発売のオムニバスCD『CRUSH! 2 -90's V-Rock best hit cover songs- 』で、ヴィジュアル系ロックバンドMoranによってこの曲が大幅なアレンジでカバ―された。(MoranのヴォーカルHitomiはMALICE MIZERの元ローディである)
- リカットシングル盤の制作時にKözi一人による新規のプログラミング作業が長時間に亘って行われた。Köziが個人的に好んでいる1980年代初期のテクノポップを意識し、それらの効果音系の音色を強く打ち出している[1]。

## 収録曲
（全作詞：Gackt.C、全編曲：MALICE MIZER）
1. ILLUMINATI [P-type] [5:13]
作曲：Közi
  - Gacktは「ギリギリのラインで書いているので、アルバムに入れる時点で、世の中に出すこと自体が大丈夫かどうかをかなり話し合った」と回想している[2]。
  - アルバム「merveilles」に入っているバージョンと違いリミックス・一部パートの新規録音を行った[2]。
  - ドラム・ベースは生音である。Kamiは「頽廃的で感情を持たない感じ」[3]、Yu〜kiは「生音らしくない生音」[4]を表現するように弾き、その後エフェクターをかけた。
2. N・p・s N・g・s ～No Pains No gains～ [N-type] [4:27]
作曲：Mana
  - 全てのパートの新規録音を行った[2]。
  - Gacktは「『N・p・s N・g・s 』を作った時は本作の存在を知らなかったが、『ILLUMINATI』を聞いた途端両作がすごく近い位置にいることを感じた。単なるリミックスではなく『Voyage 〜sans retour〜』と『merveilles』の架け橋になったら」と話している[2]。
3. ILLUMINATI(P-type)（instrumental） [5:11]

## ミュージック・ビデオ
メンバー5人は「人間の本質である、狂気とエロス」を表現することを目指した。
撮影現場では20～30人の全裸の女性がいたが、意外にエロスを感じなかったことにManaは考えさせられた。

## 収録アルバム
| アルバム                                    | 発売日               | 備考                              |
| ILLUMINATI［P-type］                        | ILLUMINATI［P-type］ | ILLUMINATI［P-type］              |
| ------------------------------------------- | -------------------- | --------------------------------- |
| 『La Collection des Singles』               | 2004年9月29日        | 1stベストアルバム                 |
| N・p・s N・g・s~No Pains No gains［N-type］ |                      |                                   |
| 『La Collection des Singles』               | 2004年9月29日        | 1stベストアルバム                 |
| ILLUMINATI （原曲）                         |                      |                                   |
| 『merveilles』                              | 1998年3月18日        | メジャー1stオリジナルアルバム     |
| 『La Meilleur Selection de MALICE MIZER』   | 2006年10月18日       | 2ndベストアルバム                 |
| N・p・s N・g・s~No Pains No gains （原曲）  |                      |                                   |
| 『voyage 〜sans retour〜』                  | 1996年6月9日         | インディーズ2ndオリジナルアルバム |
| 『La Meilleur Selection de MALICE MIZER』   | 2006年10月18日       | 2ndベストアルバム                 |

## 他のアーティストによるカバー
| 曲名       | 発売日         | アーティスト | 収録作品                                                                     | 備考 |
| ---------- | -------------- | ------------ | ---------------------------------------------------------------------------- | ---- |
| ILLUMINATI | 2011年11月23日 | Moran        | カバーコンピレーションアルバム『CRUSH!2 -90's V-Rock best hit cover songs-』 |      |